# Festival (Jon Oliva's Pain)
Festival è il quarto album in studio del gruppo musicale heavy metal statunitense Jon Oliva's Pain, pubblicato nel 2010 dalla AFM Records.

## Il disco
Le versioni
Il CD è uscito in jewel case e in edizione limitata in digipack con l'aggiunta della canzone Peace. La stessa traccia bonus è presente anche nella versione in doppio vinile e nella ristampa del 2011 pubblicata da Icarus Music.
La musica
Parte della musica contenuta è stata scritta in passato da Criss Oliva e il resto deriva da varie idee che Jon Oliva ha sperimentato nel tempo, come lui stesso ha annotato sul libretto del CD, ciò ha caratterizzato anche i due album precedenti.

Il brano Living on the Edge è un rifacimento di Living on the Edge of Time incisa su demo durante una sessione di registrazione dei Savatage e in seguito inclusa come traccia bonus su una ristampa dell'album d'esordio della stessa band.
Il disco contiene delle canzoni con elementi tendenti al progressive metal ed altre dalle atmosfere cupe come Death Rides A Black Horse e The Evil Within il cui testo si ispira ad un incubo avuto dal cantante.

## Tracce
1. Lies – 6:19 (J.Oliva, C.Oliva, M.LaPorte)
2. Death Rides a Black Horse – 6:15 (J.Oliva)
3. Festival – 4:59 (J.Oliva, C.Oliva)
4. Afterglow – 6:50 (J.Oliva)
5. Living on the Edge – 4:33 (J.Oliva, C.Oliva, M.LaPorte)
6. Looking for Nothing – 3:05 (J.Oliva)
7. The Evil Within – 5:15 (J.Oliva, M.LaPorte)
8. Winter Haven – 7:38 (J.Oliva, C.Oliva)
9. I Fear You – 5:11 (J.Oliva)
10. Now – 4:23 (J.Oliva)

Traccia bonus
1. Peace – 3:39 (J.Oliva)

## Formazione
- Jon Oliva - voce, tastiera, chitarra
- Matt LaPorte - chitarra
- Tom McDyne - chitarra
- Kevin Rothney - basso
- Chris Kinder - batteria